# Saint-Gourson
Saint-Gourson är en kommun i departementet Charente i regionen Nouvelle-Aquitaine i västra Frankrike. Kommunen ligger  i kantonen Ruffec som ligger i arrondissementet Confolens. År 2022 hade Saint-Gourson 131 invånare.

## Befolkningsutveckling
Antalet invånare i kommunen Saint-Gourson
Referens:INSEE